# 舊猶太會堂 (愛爾福特)
舊猶太會堂（Alte Synagoge）是德國城市愛爾福特的一座猶太會堂建築，也是歐洲保存狀態最好的中世紀猶太會堂建築之一。這座建築的歷史可以追溯至11世紀，大部分修建於1250年至1320年。2023年入选世界遗产名录。

## 外部連結
- Erfurt Tourismus. Old Synagogue and Erfurt Treasure （页面存档备份，存于）
- Visit Thuringia. Old Synagogue （页面存档备份，存于）